# Водяна чума
Водяна́ чума́, або елоде́я (Elodea) — рід багаторічних водних рослин родини жабурникових (Hydrocharitaceae).

## Історія
Одна з представників роду, елодея канадська, в XIX столітті була занесена до Європи. Вперше помічена в Ірландії у 1836 році, де швидко і широко розселилася (звідси назва «водяна чума»). Те, як вона перетнула Атлантичний океан, залишилося таємницею. Розмножувалась тільки вегетативно через те, що серед занесених рослин були тільки жіночі особини.
У 1842 році була помічена біля берегів Шотландії. Через 18 років після своєї появи елодея з надзвичайною швидкістю заполонила всі водойми Англії. Її стебла засмічували ставки, озера, річки і канали, чим вона завдавала великої шкоди: деякі ділянки річок стали непрохідними, заселивши канали заважала стоку дренажної води, щільні зарослі заважали рибалкам ставити сітки, риба задихалася не маючи змоги виплисти, елодея утруднювала пересування барж, відомі навіть випадки загибелі людей, які тонули, заплутавшись у її заростях.
Незабаром її почали вирощувати в ботанічних садах. Одним з найперших експонував її Берлінський ботанічний сад, а через 6 років рослина поширилась і за його межами заполоняючи річки. Наприкінці століття елодею виявили у Франції, потім у Бельгії, Данії, Швеції, Росії і Угорщині. У Росії елодея поширилася з Петербурзького ботанічного саду, де з'явилося в 1882, й поширилася на схід до озера Байкал.
Наприкінці століття елодея не тільки заселила країни Західної Європи, а й дісталася берегів Австралії і Нової Зеландії.

В Україні елодею вперше зафіксували в 1894 році в південній частині колишнього Одеського повіту (тепер Одеська область) в ставку на Великому Фонтані. В 1898 році її було знайдено і в місті Запоріжжі.

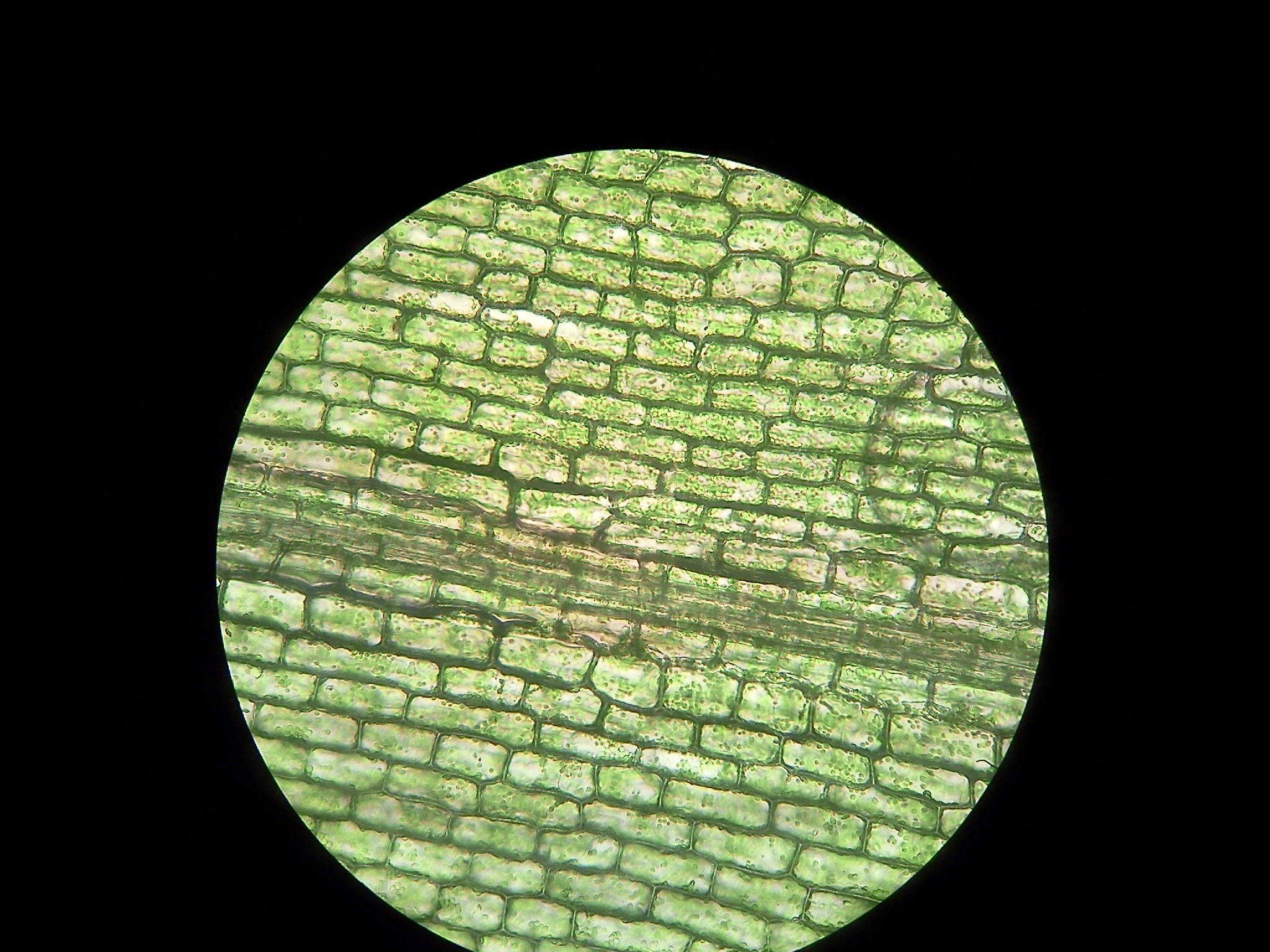
Клітинна структура представника роду Елодея

## Морфологія, життєвий цикл
Живе повністю під водою, за винятком дрібненьких квіток, які цвітуть на поверхні води. Рослина утворює зимові бруньки, що дає змогу витримати зиму. Вона також зимує як вічнозелена рослина в помірному кліматі. Восени листкові стебла відокремлюються від материнської рослини, залишаючи корінь і інші частини рослини. Цей метод розповсюдження елодеї найважливіший в її життєвому циклі, водночас як утворення насіння теж відіграє значну роль.
Пускає довгі, сильно розгалужені стебла, які ростуть надзвичайно швидко і часто досягають довжини більше двох метрів.
Листки невеликі, ланцетні, листкорозміщення кільчасте на тонкому довгому стеблі по 3-4.
Квітки: двостатеві, чоловічі та жіночі.

## Поширення
Водяна чума родом з Північної та Південної Америки. Представники усього роду були введені в країни Європи, Австралії, Африки та Азії. Елодея є найпоширеніша водна рослина Північної Америки.

## Середовище існування та екологія

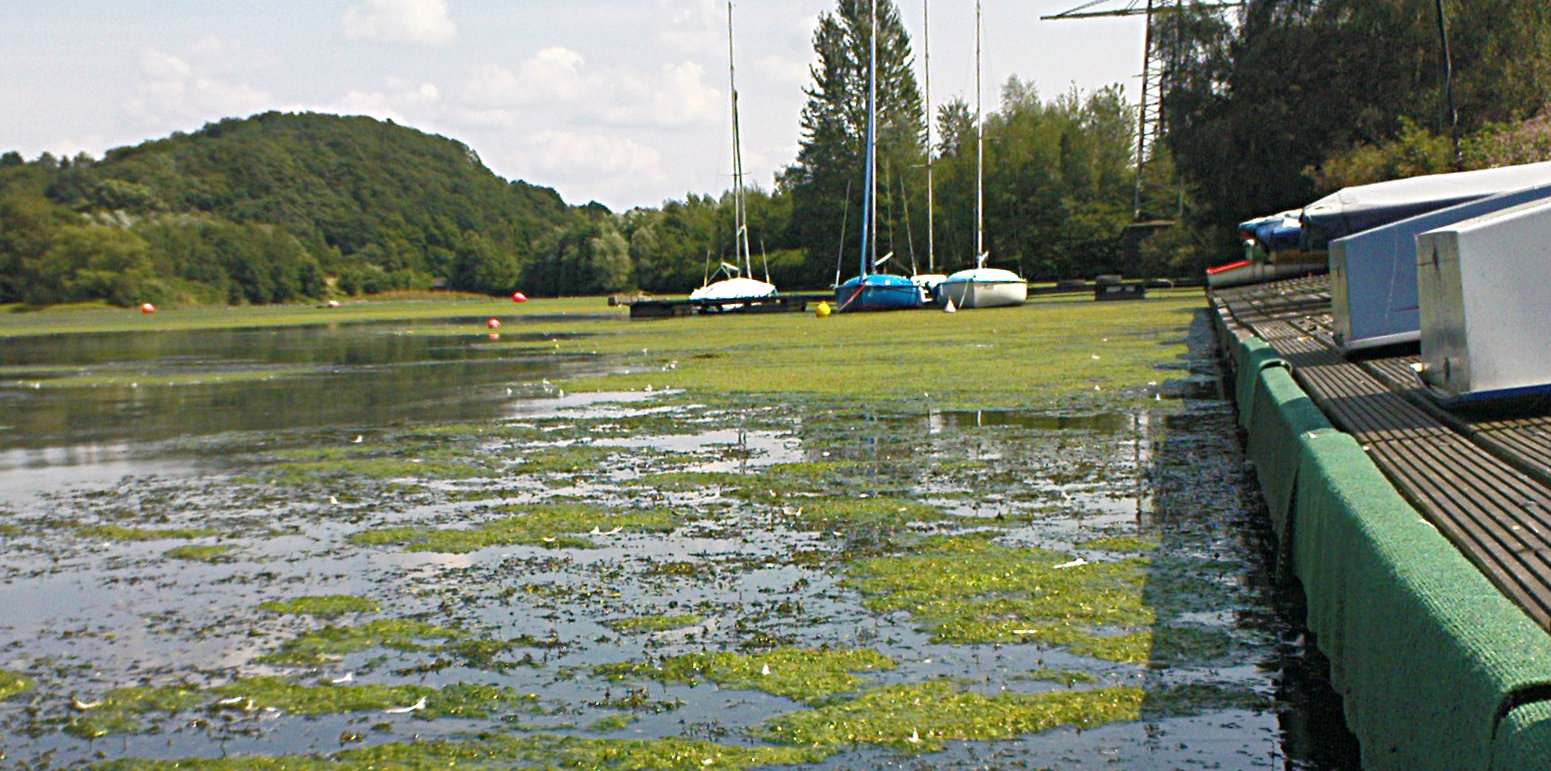
Влітку 2008 року в морях вздовж річки Рур різко зросла популяція водяної чуми.

Живе під водою, у прісній воді. Переважно в озерах. Рослини можуть рости в широкому діапазоні умов, від дрібних до глибоких вод. Введення деяких видів Елодеї у водойми інших країн та інших частин світу: Європи, Австралії, Африки, Азії та Нової Зеландії створило значну проблему, і сьогодні вважається шкідливим «бур'яном» у цих областях, через її швидке розповсюдження і розростання, чим негативно впливає на екосистеми. Американський водний бур'ян (Елодея канадська) приваблива рослина для утримання її в акваріумі і є доброю заміною для бразильської елодеї. Зарості елодеї перешкоджають судноплавству і рибальству. Зелена маса елодеї придатна на корм худобі і як добриво. Багата поживними речовинами що сприяє екології озер, та інших водойм, її розповсюдження. Елодея є важливою частиною екосистеми озера. Забезпечує сприятливе середовище проживання для багатьох водних безхребетних і молодих риб, амфібій. Водоплавні птахи, особливо качки, а також бобри, ондатри і водні черепахи їдять цю рослину. Крім того, економічне значення елодеї привабливе, через легке утримання рослини в акваріумі, хоча в штатах Орегон, Алабама, Південна Кароліна, і Вашингтон було виявлено незаконний продаж. Також рослину використовують для наукових демонстративних досліджень.

## Назви
Стара назва для цього роду Anacharis, служить загальною назвою в Північній Америці. Елодея канадська, яку іноді називають американським або канадським водним бур'яном, або ставковим бур'яном, широко відома як водний бур'ян. Використання цих назв плутає її з схожими рослинами цього роду, такі як Бразильська елодея (Egeria Densa) або Hydrilla (Hydrilla Verticillata).

## Класифікація
Рід Елодея налічує 6 видів. Деякі класифікації нараховують 4-5 видів, це NCBI Taxonomy та Integrated Taxonomic Information System (ITIS). Правильну класифікацію надають Species 2000 & ITIS Catalogue of Life: April 2013 і kew.org [Архівовано 6 лютого 2013 у WebCite]:
- Elodea bifoliata H. St. John
- Elodea callitrichoides (Rich.) Casp.
- Elodea canadensis Michx. — водяна чума канадська
- Elodea granatensis Humb. & Bonpl.
- Elodea nuttallii (Planch.) H. St. John
- Elodea potamogeton (Bertero) Espinosa